# Jack Bergman

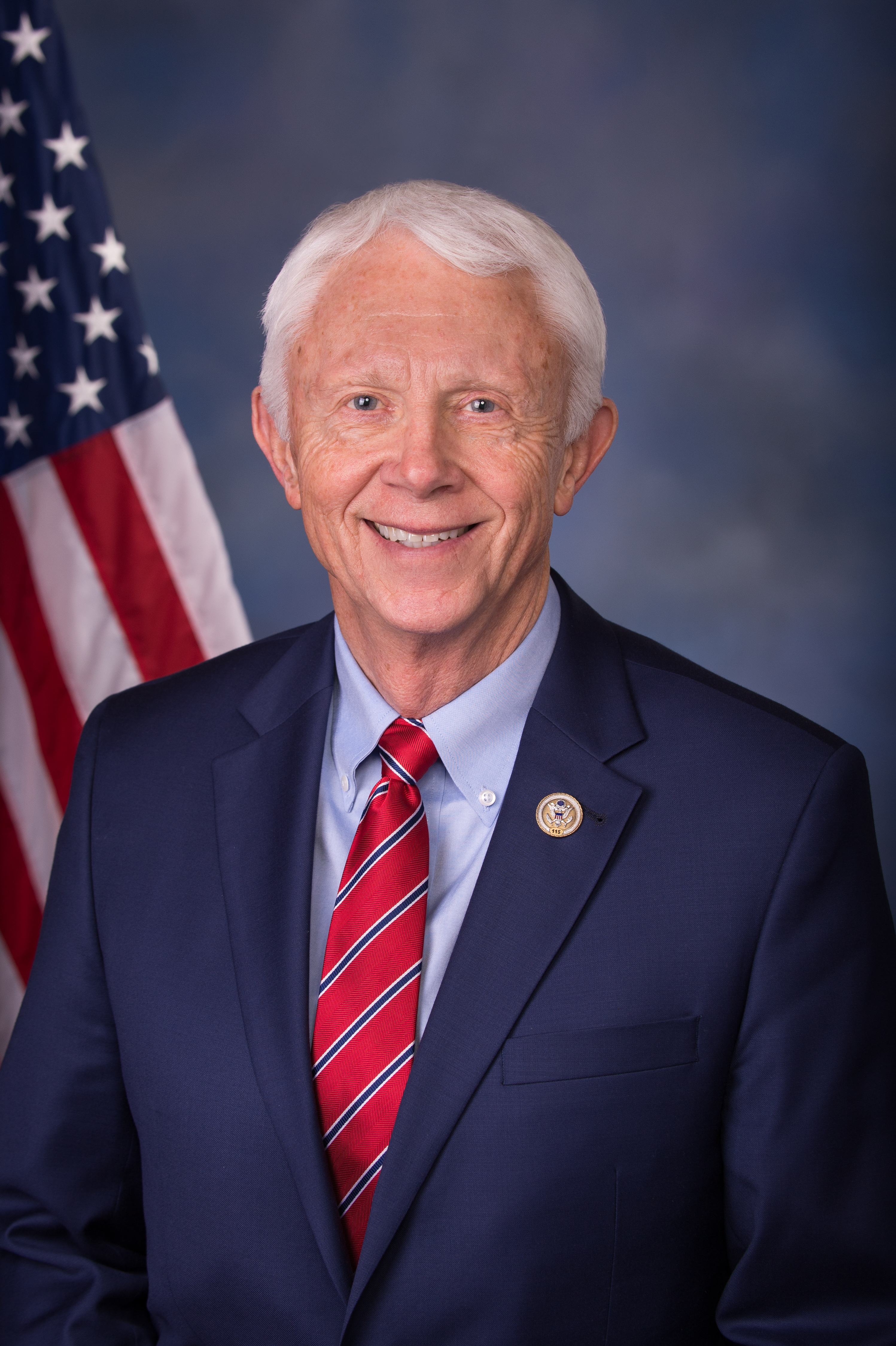
Jack Bergman (2017)

John Warren „Jack“ Bergman (* 2. Februar 1947 in Shakopee, Scott County, Minnesota) ist ein US-amerikanischer General und Politiker der Republikanischen Partei. Seit Januar 2017 vertritt er den ersten Distrikt des Bundesstaats Michigan im US-Repräsentantenhaus.

## Werdegang

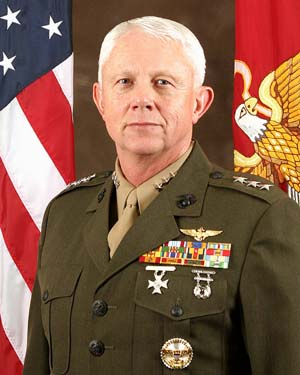
Jack Bergman als Lieutenant General

Von 1966 und 1969 besuchte Bergman das Gustavus Adolphus College in St. Peter in Minnesota und erwarb dort einen Bachelor of Arts. Er studierte anschließend an der University of West Florida, die er 1975 mit einem Master of Business Administration verließ.
Seit 1969 gehörte er mit Unterbrechungen dem United States Marine Corps an. Er wurde am Command and General Staff College zum Offizier ausgebildet und studierte einige Zeit an der Syracuse University. Im Marine Corps begann er als Hubschrauberpilot und durchlief alle Offiziersränge bis zum Generalleutnant. Zwischenzeitlich diente er auch in der Nationalgarde von Rhode Island und war 1978 als Zivilist Pilot bei der Fluggesellschaft Northwest Airlines. Er kehrte nach diesen Unterbrechungen immer wieder zum Marine Corps zurück. Unter anderem war er während seiner Militärzeit im Jahr 1998 in Stuttgart stationiert.
Im Jahr 2009 schied er endgültig aus dem aktiven Militärdienst aus. Heute ist er Präsident der Firma WINGS Medical Technologies.

## Politik
Politisch schloss er sich der Republikanischen Partei an. Bei der Wahl zum Repräsentantenhaus der Vereinigten Staaten 2016 wurde Bergman im ersten Kongresswahlbezirk von Michigan gegen den Demokraten Lon Johnson mit 54,9 % in das US-Repräsentantenhaus gewählt, wo er am 3. Januar 2017 die Nachfolge von Dan Benishek antrat, der 2016 nicht mehr kandidiert hatte.
Bei der Kongresswahl 2018 setzte er sich gegen den Demokraten Matt Morgan durch, der ebenfalls ein ehemaliger Offizier der Marines war. 2020 gewann er gegen den Demokraten Dana Ferguson mit 61,6 %. Nach der Wahl bestritt er die Ergebnisse der zeitgleichen Präsidentenwahl und schloss sich einer erfolglosen Klage von Ken Paxton, dem Attorney General von Texas, gegen das Wahlergebnis an, Bergman stimmte außerdem gegen die Zertifizierung der Ergebnisse in Arizona und Pennsylvania.
Die Primary (Vorwahl) seiner Partei für die Wahlen 2022 am 2. August gewann zum dritten Mal ohne Gegenkandidaten. Er trat am 8. November 2022 gegen Bob Lorinser von der Demokratischen Partei, Liz Hakola von der Working Class Party und Andrew Gale von der Libertarian Party an. Er entschied die Wahl mit 60,6 % der Stimmen für sich und war dadurch im Repräsentantenhaus des 118. Kongresses vertreten. Im 118. Kongress war Bergman nach dem Sturz von Kevin McCarthy einer der Kandidaten für das Amt des Sprechers des Repräsentantenhauses.
Bei der Wahl 2024 zum 119. Kongress setzte sich Jack Bergman gegen die Demokratin Callie Barr und zwei weitere Kandidaten mit 59,2 % durch.

### Ausschüsse
Er ist aktuell Mitglied in folgenden Ausschüssen des Repräsentantenhauses:
- Committee on Armed Services
  - Intelligence and Special Operations
  - Military Personnel
  - Seapower and Projection Forces
- Committee on the Budget
- Committee on Veterans’ Affairs
  - Health
  - Oversight and Investigations

Zuvor war er auch Mitglied im Committee on Natural Resources.